# Densité superfluide
En physique, la densité superfluide, notée ρs est caractéristique de certains matériaux, tels que les superfluides et les supraconducteurs.
Elle décrit, grossièrement, la proportion du système qui ne répond pas à une perturbation transverse.
Pour un supraconducteur, une expression possible de la densité superfluide est donnée par la relation suivante :
{\displaystyle \rho _{s}=\lim _{Q\to 0}4m\left({\frac {\partial ^{2}F\left(\mathbf {Q} \right)}{\partial Q^{2}}}\right)}
avec F l'énergie libre, M = 2m est la masse de Cooper, et Q définie par la relation :
{\displaystyle v_{s}={\frac {\mathbf {Q} }{M}}}
où on note vs la célérité superfluide, ainsi relier lorsqu'on impose un déphasage sur le paramètre d'ordre.
La densité superfluide intervient dans de nombreuses relations physiques concernant les supraconducteurs.